# George Redmayne Murray
Pour les articles homonymes, voir George Murray, Redmayne et Murray.
George Redmayne Murray (né le 20 juin 1865 - mort le 21 septembre 1939) est un médecin britannique pionnier du traitement de troubles endocriniens. En 1891, il prépare des émulsions de thyroïde de mouton séchées au préalable dans de la glycérine. Il injecte celles-ci avec succès à des patients atteints de myxœdème (hypothyroïdie).
Murray fait ses études à Eton et au Trinity College à Cambridge. Il est nommé professeur de santé en pathologies comparatives à l'université de Durham en 1893 et médecin à la Royal Victoria Infirmary à Newcastle en 1898. En 1908, il est nommé professeur de médecine systémique à l'université de Manchester, qui lui offre le poste de médecin de la Manchester Royal Infirmary .